# Ribeira Brava
Ribeira Brava (ʁi'bɐiɾɐ 'bɾavɐ) è un comune portoghese di 12 494 abitanti situato nella regione autonoma di Madera. Vi è nato il gesuita Manoel Álvares.

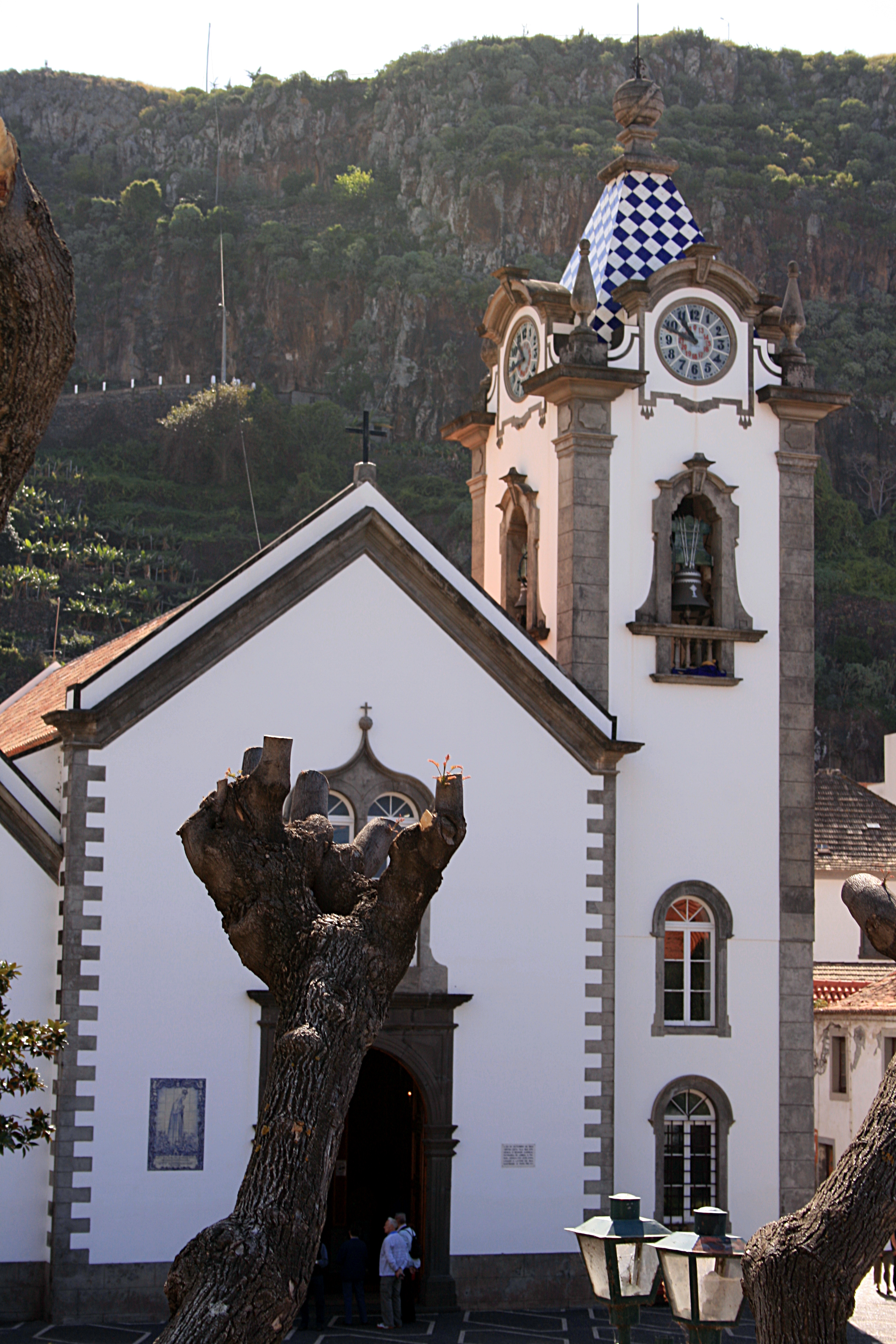
Chiesa

## Società

### Evoluzione demografica
| 1920  | 1930  | 1960  | 1981  | 1991  | 2001  | 2004  |
| 14132 | 16394 | 19793 | 13480 | 13170 | 12494 | 12523 |

## Freguesias
- Campanário
- Ribeira Brava
- Serra de Água
- Tábua